# Journal of Crystal Growth
Das Journal of Crystal Growth (abgekürzt J. Cryst. Growth) ist eine wissenschaftliche Fachzeitschrift, die halbmonatlich im Peer-Review-Verfahren bei Elsevier erscheint. Die Zeitschrift behandelt Themen aus dem Bereich der Kristallographie und erschien erstmals 1967. Veröffentlicht werden Beiträge zu Kristallwachstum und dessen Anwendung, beispielsweise in Geräten. Der Impact Factor der Zeitschrift lag 2024 bei 2,0. Chefredakteur ist Jeffrey Derby von der University of Minnesota.